# Jonathan Boutin
Jonathan Boutin (* 28. März 1985 in Granby, Québec) ist ein deutsch-kanadischer Eishockeytorwart. Er stand zuletzt beim EC Bad Nauheim unter Vertrag.

## Karriere
Nach mehreren Saisons in der Ligue de hockey junior majeur du Québec (LHJMQ) bei den Halifax Mooseheads, P.E.I. Rocket und Québec Remparts wechselte er 2005 zu den Springfield Falcons in die Profiliga American Hockey League, die zu der Zeit als Farmteam der NHL-Clubs Phoenix Coyotes und Tampa Bay Lightning dienten. Boutin spielte ebenso bei den Johnstown Chiefs, dem Farmteam der Springfield Falcons, in der ECHL. Nach zwei Spielzeiten wechselte Boutin für eine Saison zur AHL-Mannschaft Norfolk Admirals, die zu dieser Zeit das Farmteam des NHL-Teams Tampa Bay Lightning waren.
Nach mehreren Wechseln in der Saison 2008/09 und 2009/10, die ihn bis in die LNAH führten, kam er nach Deutschland und spielte er die Saison 2009/10 ab Dezember für die Lausitzer Füchse. Zunächst als Ersatztorhüter für den verletzten Ryan MacDonald eingesetzt, wurde er zum Saisonende mit dem von der Fachzeitschrift Eishockey News vergebenen Jury-Pokal als Torhüter des Jahres ausgezeichnet.
Nach einem Jahr beim Lillehammer IK in der norwegischen GET-ligaen, kehrte Boutin zur Saison 2011/12 in die 2. Eishockey-Bundesliga zu den Lausitzer Füchsen zurück. Zum Ende der Saison wurde er erneut von den Eishockeyexperten zum besten Torhüter der 2. Bundesliga gewählt. In der Saison 2012/13 wurde er zum dritten Mal zum Torhüter des Jahres gewählt und verlängerte seinen Vertrag bei den Lausitzer Füchsen um zwei weitere Jahre. Nach Ablauf dieser Frist entschied sich das Management der Füchse, Boutin keinen neuen Vertrag mehr anzubieten.
Im Oktober 2015 unterschrieb er beim DEL2-Verein EHC Freiburg einen Vertrag bis zum Ende der Saison 2015–16. Zur Saison 2016/17 wechselte Boutin in die höchste deutsche Spielklasse, die Deutsche Eishockey Liga (DEL), zu den Augsburger Panthern. Die Verpflichtung wurde am 24. Mai 2016 bekannt gegeben, am selben Tag war Boutin in Deutschland eingebürgert worden.
Im April 2018 kehrte Boutin nach zwei Jahren in Augsburg in die DEL2 zurück, als er einen Vertrag beim EC Bad Nauheim unterschrieb. In seinem dritten Spiel für Bad Nauheim erlitt er eine weitere Gehirnerschütterung und fiel für den Rest der Saison aus.

## Erfolge und Auszeichnungen
- 2003 Teilnahme am CHL Top Prospects Game
- 2006 Teilnahme am ECHL All-Star Game
- 2009 Kelly-Cup-Gewinn mit den South Carolina Stingrays
- 2010 Torhüter des Jahres der 2. Eishockey-Bundesliga (ausgezeichnet von Eishockey News)
- 2012 Torhüter des Jahres der 2. Eishockey-Bundesliga[8]
- 2013 Torhüter des Jahres der 2. Eishockey-Bundesliga

## Karrierestatistik
(Legende zur Torhüterstatistik: GP oder Sp = Spiele insgesamt; W oder S = Siege; L oder N = Niederlagen; T oder U oder OT = Unentschieden oder Overtime- bzw. Shootout-Niederlage; Min. = Minuten; SOG oder SaT = Schüsse aufs Tor; GA oder GT = Gegentore; SO = Shutouts; GAA oder GTS = Gegentorschnitt; Sv% oder SVS% = Fangquote; EN = Empty Net Goal; 1 Play-downs/Relegation; Kursiv: Statistik nicht vollständig)